# Sección de Pelota del Real Madrid Club de Fútbol
La sección de pelota del Real Madrid Club de Fútbol nació en 1929 y en la actualidad permanece extinta, aunque durante su período de esplendor cosechó grandes éxitos para el club, tanto en su modalidad de pelota cesta como en su modalidad de pelota pala.

## Historia
A principios de 1926, se creó la Federación Castellana de Pelota, que tuvo como presidente al veterano pelotari Emiliano Arangüena (1870-1962), con Aurelio Gamboa de secretario. En un principio, tan solo jugaban los torneos locales pelotaris del Athletic Club y del Hogar Vasco (situado entonces en un edificio de la carrera de San Jerónimo), pero el resurgimiento de la afición por la pelota en Madrid motivó que la mayoría de los clubes deportivos de la ciudad crearan su propia sección de este deporte. De este modo, surgieron los equipos de pelota de la Sociedad Gimnástica Española, el Racing Club, la Agrupación Deportiva Ferroviaria y, por último, el Real Madrid, que captó a los pelotaris de la peña “Jai Alai” e inauguró en marzo de 1929 un frontón en sus instalaciones deportivas de Chamartín. A estos clubes, habría que añadir los equipos formados en los frontones madrileños de Santa Engracia, Segovia (en la calle Marqués de Zafra) y Hogar de la Pelota (en la calle Alcalá), que también compitieron en estos años. En los primeros años de competición castellana, Athletic Club dominó la modalidad de pala, aunque poco a poco fue perdiendo su hegemonía ante la mejoría notable de los pelotaris de otros clubes.
En 1933, los pelotaris de la Federación Castellana obtuvieron su mayor éxito deportivo al ganar el torneo de mano del Campeonato de España amateur con la pareja formada por Eugenio Narvaiza y Rafael Sacristán. Era la primera vez que los castellanos participaban en la competición manista. Narvaiza era pelotari del Hogar Vasco de Madrid y Sacristán del Madrid FC. La final se celebró el 15 de mayo en el nuevo frontón Jai Alai de la calle Alfonso XI, inaugurado en 1922 y que después de la guerra castellanizó su nombre y fue conocido como “Frontón Fiesta Alegre” hasta su desaparición en los años setenta. Los representantes castellanos derrotaron a la pareja guipuzcoana Iguarán-Aramendi por 22-20, después de remontar un 14-20 adverso. Según la crónica de ABC, “El jugador más hábil y que hizo juego más intencionado, Narvaiza. Sacristán, por exceso de energía y nerviosismo, perdió dos o tres tantos inocentes; sin embargo, en el saque y en el toque se superó insospechadamente”. Además, la pareja castellana Bezares-Olaso llegó a la final de pala, aunque en esta ocasión la victoria fue para los guipuzcoanos.
A finales de mayo, el Madrid FC (Posteriormente Real Madrid) ofreció un homenaje a los nuevos campeones de España. Poco después, Narvaiza y Sacristán jugarían también la final del “Campeonato de Castilla”, aunque por separado. En esta ocasión, los madridistas Sacristán y García se impusieron a Narvaiza y Cincunegui. Aunque en los campeonatos castellanos participaban muchos pelotaris de origen vasco o riojano asentados en Madrid, la pareja ganadora en esta edición fue totalmente castellana, pues García era nacido en Madrid y Sacristán en Horche (Guadalajara). En el mes de octubre, la fama de Narvaiza y Sacristán propició un duelo individual entre ambos en el frontón del Hogar Vasco, que ganó el primero por 30 a 21. 
Posteriormente, tras los problemas económicos de la Federación Castellana y el conflicto de la Guerra Civil, la sección se suprimiría hasta 1941 al amparo del frontón Jai Alai y del Frontón Fiesta Alegre (sede social del club durante muchos años y testigo de muchos de sus éxitos deportivos), donde destacaron Méndez Vigo y Luis Olaso, quien también fue futbolista del Real Madrid Club de Fútbol, como campeones de España en la modalidad de pala. También se consiguieron triunfos en cesta punta y pala corta.
Finalmente, la sección sería suprimida en la década de los setenta del siglo XX, debido a la reestructuración y problemas económicos del club.

## Palmarés
- Campeón de España en la modalidad de pala [7]

Luis Olaso y Méndez Vigo (1941).
- Campeonatos de España de cesta punta [7]
- Campeonatos de España de pala corta [7]
- Campeonatos de Castilla.

II Campeonato de Castilla de Pelota: campeones Ángel García, Rafael Sacristán «Maloney» pelota a mano; subcampeones: Victoriano Vallano, Joaquín Beascoechea.

## Enlaces de interés
- Real Madrid Club de Fútbol
- Real Madrid de Baloncesto
- Secciones Históricas Desaparecidas del Real Madrid C. F. http://www.facebook.com/Secciones, en Facebook.